# Черемушки (Кременчуцький район)
Чере́мушки — село в Україні, у Пришибській сільській громаді Кременчуцького району Полтавської області. Населення становить 71 осіб.

## Географія
Село Черемушки знаходиться за 3 км від лівого берега річки Сухий Кобелячок та за 2,5 км від села Комендантівка.

## Економіка
- Молочно-товарна ферма.

## Відомі люди
Уродженцем села є Герой Радянського Союзу Соломоненко Іван Іванович.